# Faicchio
Faicchio est une commune de la province de Bénévent, dans la région Campanie, en Italie.

## Administration
| Période                                  | Période  | Identité       | Étiquette | Qualité |
| ---------------------------------------- | -------- | -------------- | --------- | ------- |
| 15 juin 2004                             | En cours | Mario Borrelli |           |         |
| Les données manquantes sont à compléter. |          |                |           |         |

### Hameaux
Massa, Amati, Annunziata, Arenella, Caldaie, Camponi, Camputari, Ceci, Cese dei Ceci, Colle, Coppoli, Cortesano, Ferrucci, Fontanavecchia, Macchia, Manganello, Marafi, Massari, Porti, Russi, Savigli. Starza, Visanti.

### Communes limitrophes
Cusano Mutri, Gioia Sannitica, Puglianello, Ruviano, San Lorenzello, San Salvatore Telesino.

## Personnalités liées à la commune
- Marie-Séraphine du Sacré-Cœur (1849-1911), religieuse et mystique catholique, vénérable.

## Galerie

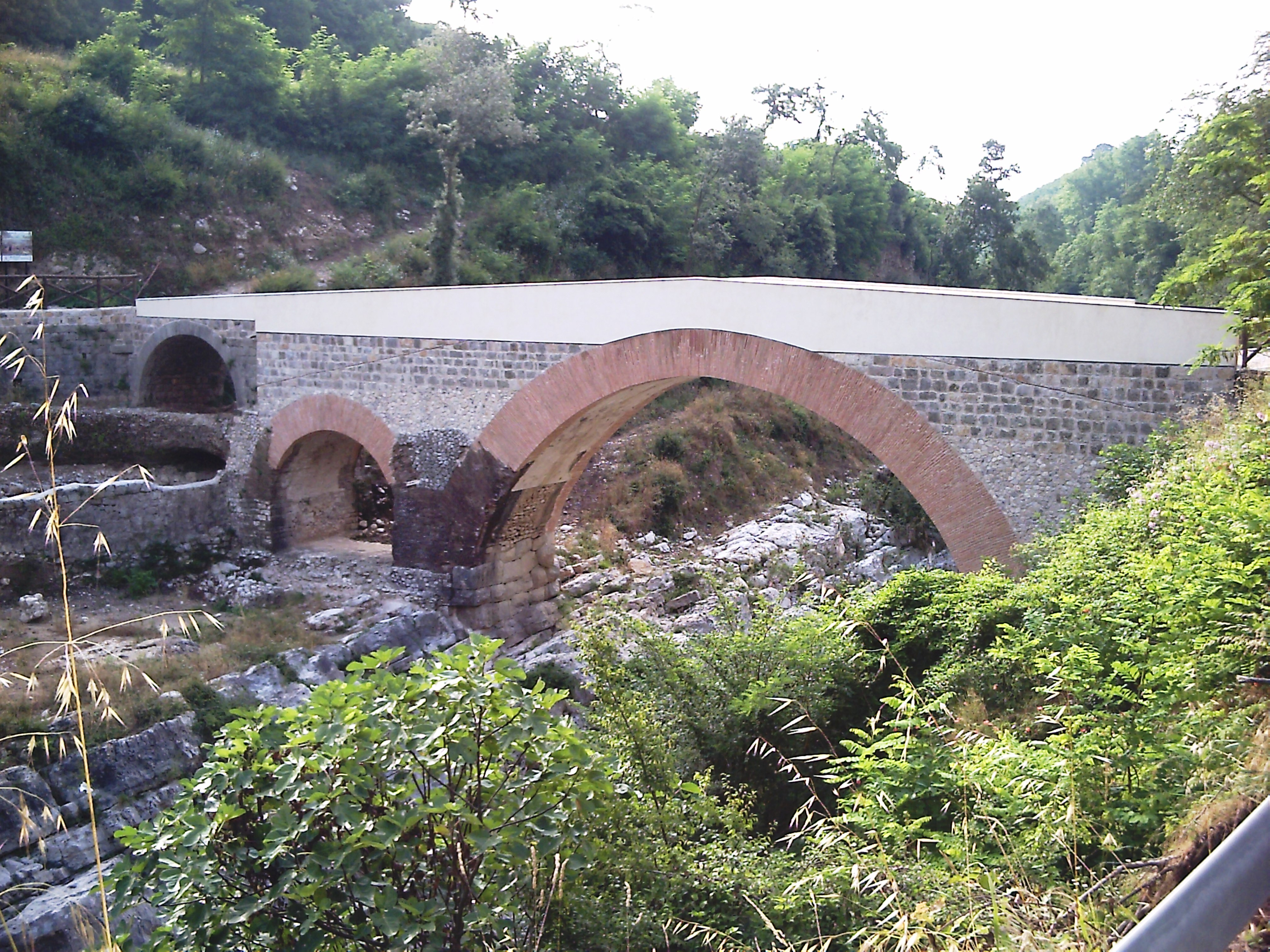
Pont romain Fabio Massimo.
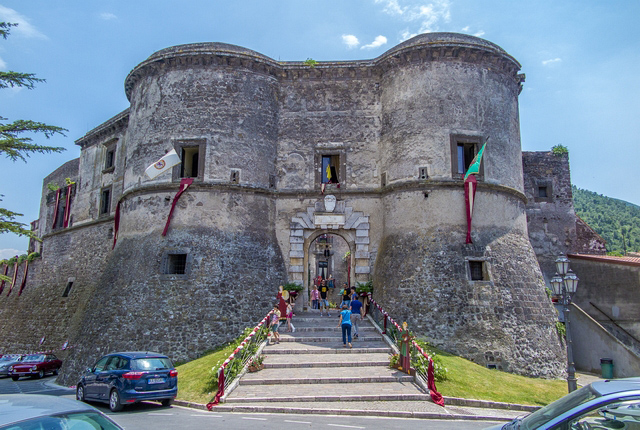
Château de Faicchio.